# Iván Casado Ortiz
Iván Casado Ortiz (Dueñas, Palencia, 6 de julio de 1993) más conocido como Iván Casado, es un futbolista español que juega de centrocampista en el Salamanca Club de Fútbol UDS de la Segunda Federación.

## Trayectoria
Su carrera deportiva comenzó en la cantera del Real Valladolid y en la temporada 2012-13 formaría parte de la plantilla de su filial de la Segunda División B de España con apenas 19 años. 
El 7 de junio de 2015, debutaría con el primer equipo del Real Valladolid en la Segunda División de España, en un encuentro de la última jornada de liga frente a la UE Llagostera que acabaría con derrota por dos goles a cuatro.
Tras 4 temporadas en el Real Valladolid Club de Fútbol Promesas donde disputó 62 partidos en la categoría de bronce, en julio de 2016 firma por el Alcobendas Sport.
El 9 de agosto de 2017, firma por el CD Izarra de la Segunda División B de España, donde juega durante dos temporadas disputando 44 partidos.
En la temporada 2019-20, firma por el Club Deportivo Badajoz de la Segunda División B de España.
Tras comenzar la temporada 2020-21 sin equipo, en enero de 2021 firma por el Salamanca CF UDS de la Segunda División B de España.
El 11 de julio de 2021, firma por el Real Murcia Club de Fútbol de la Segunda Federación. Tras lograr el ascenso a la Primera Federación, continuaría en el club murciano durante la temporada 2022-23.
El 30 de agosto de 2023, firma por el Fútbol Club La Unión Atlético de la Segunda Federación.

## Clubes
| Club                                    | País   | Año       |
| --------------------------------------- | ------ | --------- |
| Real Valladolid Club de Fútbol Promesas | España | 2012-2016 |
| Real Valladolid Club de Fútbol          | España | 2015      |
| Alcobendas Sport                        | España | 2016-2017 |
| CD Izarra                               | España | 2017-2019 |
| Club Deportivo Badajoz                  | España | 2019-2020 |
| Salamanca CF UDS                        | España | 2021      |
| Real Murcia Club de Fútbol              | España | 2021-2023 |
| Fútbol Club La Unión Atlético           | España | 2023-2024 |
| Salamanca Club de Fútbol UDS            | España | 2024-act. |